# Wiązar (mechanika)

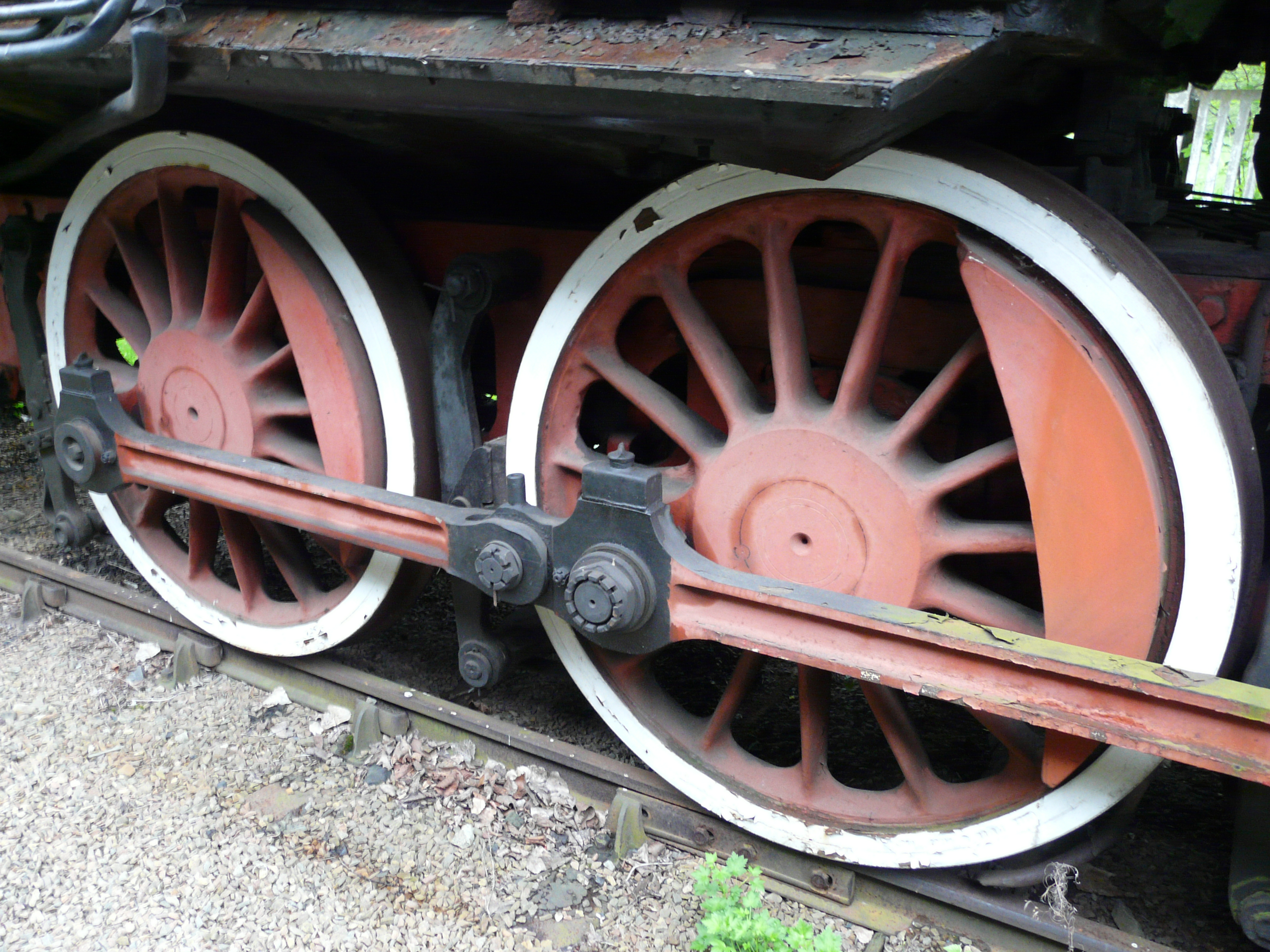
Wiązar w parowozie Ty51-133

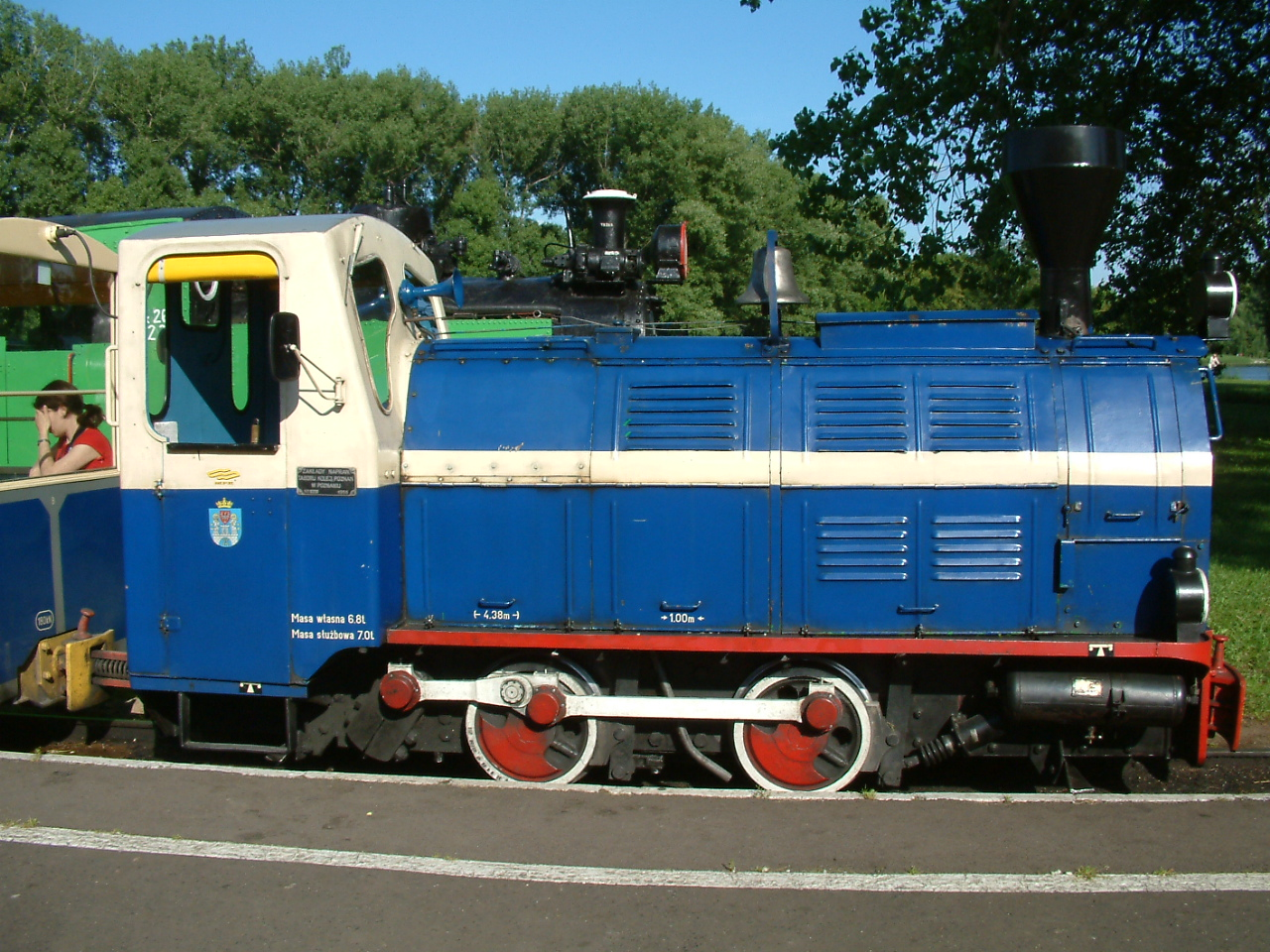
Spalinowóz Ld1 z osią ślepą

Wiązar – poziomy drąg stalowy łączący czop korbowy koła napędzanego silnikiem z czopami korbowymi kół napędowych. Stosowany w prawie wszystkich parowozach, a rzadko w lokomotywach spalinowych i elektrycznych. Osie połączone wiązarami nazywamy osiami wiązanymi.
Wiązary stosowane są w mechanizmach napędowych prawie wszystkich parowozów z wyjątkiem nielicznych konstrukcji z jedną osią napędową oraz układów nietypowych (np. Shay). Przenosiły napęd z pary kół napędzanych silnikiem parowym za pośrednictwem korbowodu na osie dowiązane. Stosowane były też we wczesnych konstrukcjach elektrowozów i spalinowozów z przekładnią mechaniczną. W konstrukcjach tych przenosiły napęd od korby na koła.